# Права ЛГБТ у Грузії
Лесбійки, геї, бісексуальні люди та трансгендери (ЛГБТ) у Грузії стикаються зі значними труднощами, з якими не стикаються люди, які не є ЛГБТ. Однак Грузія є однією з небагатьох пострадянських держав (інші - країни Балтії, Молдова та Україна), які прямо забороняють дискримінацію всіх ЛГБТ людей у законодавстві, пов’язаному з працею чи іншим чином. З 2012 року законодавство Грузії розглядає злочини, вчинені на ґрунті сексуальної орієнтації чи гендерної ідентичності, як обтяжуючий фактор при судовому переслідуванні. Законодавча заборона дискримінації була введена в дію в рамках зусиль уряду, спрямованих на наближення країни до Європейського Союзу та приведення стану прав людини в країну у відповідність до вимог європейської та євроатлантичної інтеграції Грузії.
Попри це, гомосексуальність вважається серйозним відхиленням від високотрадиційних православних християнських цінностей, поширених у країні, де публічні дискусії про сексуальність загалом сприймаються вкрай негативно. Отже, негетеросексуальні люди часто стають об’єктами жорстокого та фізичного насильства, яке часто активно заохочується релігійними лідерами.
ЛГБТ-заходи регулярно стикаються зі значним опором і часто скасовуються через насильство. ЛГБТ-активісти не змогли провести свої заходи через насильницький спротив у 2012, 2013 , 2021 та 2023 роках. Згідно з дослідженням Міжнародної програми соціальних досліджень (ISSIP) 2021 року, 84% громадян Грузії вважають сексуальні стосунки між двома дорослими людьми однієї статі завжди неправильними, що є найвищим показником у Європі. Відповідно до дослідження World Values Survey, опублікованого в 2022 році, 91% громадян Грузії вважає, що гомосексуальність невиправдана.

## Зведена таблиця
| Одностатеві стосунки легальні                                                                   | (з 2000)                                                                                      |
| Рівний вік сексуальної згоди (16)                                                               | (з 2000)                                                                                      |
| Свобода самовираження                                                                           | (Заборонено з 2024 року, раніше публічне вираження зустрічало вороже ставлення громадськості) |
| Антидискрімінаційне законодавство у сфері зайнятості                                            | (скасовано у 2024 році)                                                                       |
| Антидискрімінаційне законодавство у сфері надання товарів та послуг                             | (скасовано у 2024 році)                                                                       |
| Антидискрімінаційне законодавство в усіх інших сферах                                           | (скасовано у 2024 році)                                                                       |
| Заборона дискримінації за гендерною ідентичностю                                                | (скасовано у 2024 році)                                                                       |
| Закони про злочини на ґрунті ненависті включають сексуальну орієнтацію та гендерну ідентичність | (скасовано у 2024 році)                                                                       |
| Одностатеві шлюби                                                                               | (Повна конституційна заборона з 2018 року)                                                    |
| Визнання одностатевих пар                                                                       | No                                                                                            |
| Усиновлення пасинків одностатевими парами                                                       | No                                                                                            |
| Спільне усиновлення одностатевими парами                                                        | No                                                                                            |
| ЛГБТ дозволили відкрито служити в армії                                                         | (Пропонується заборона)                                                                       |
| Право на зміну юридичної статі                                                                  | (заборонено з 2024 року)                                                                      |
| Доступ до ЕКО для лесбійок                                                                      | No                                                                                            |
| Конверсійна терапія заборонена для неповнолітніх                                                | (Пропонується заборона)                                                                       |
| Комерційне сурогатне материнство для одностатевих пар                                           | (Заборонено з 2024)                                                                           |
| ЧСЧ дозволили здавати кров                                                                      | (з 2017)                                                                                      |